# Tarr Zoltán
Tarr Zoltán (Budapest, 1972. február 12. –) magyar református lelkész, politikus. 2024 júliusától a Tisztelet és Szabadság Párt (TISZA) alelnöke és európai parlamenti  (EP) delegációjának vezetője.

## Tanulmányai
Középiskolai tanulmányait a budapesti Eötvös József Gimnáziumban folytatta 1986 és 1990 között, ahol a diákság körében kisebb vezető szerepeket is vállalt. Egyik kezdeményezője volt annak, hogy az intézmény, régi hagyományokat felelevenítve, több évtized kényszerszünet után újra évkönyveket adjon ki és – osztálytársával, Nagy Ádámmal együtt – az első két évkönyv (1987–1988, 1988–1989) szerkesztője is volt.
Felsőfokú iskoláit követően református lelkészként végzett; később ipari és mezőgazdasági digitalizációval, valamint civil szervezetek támogatásával foglalkozott.

## A politikában

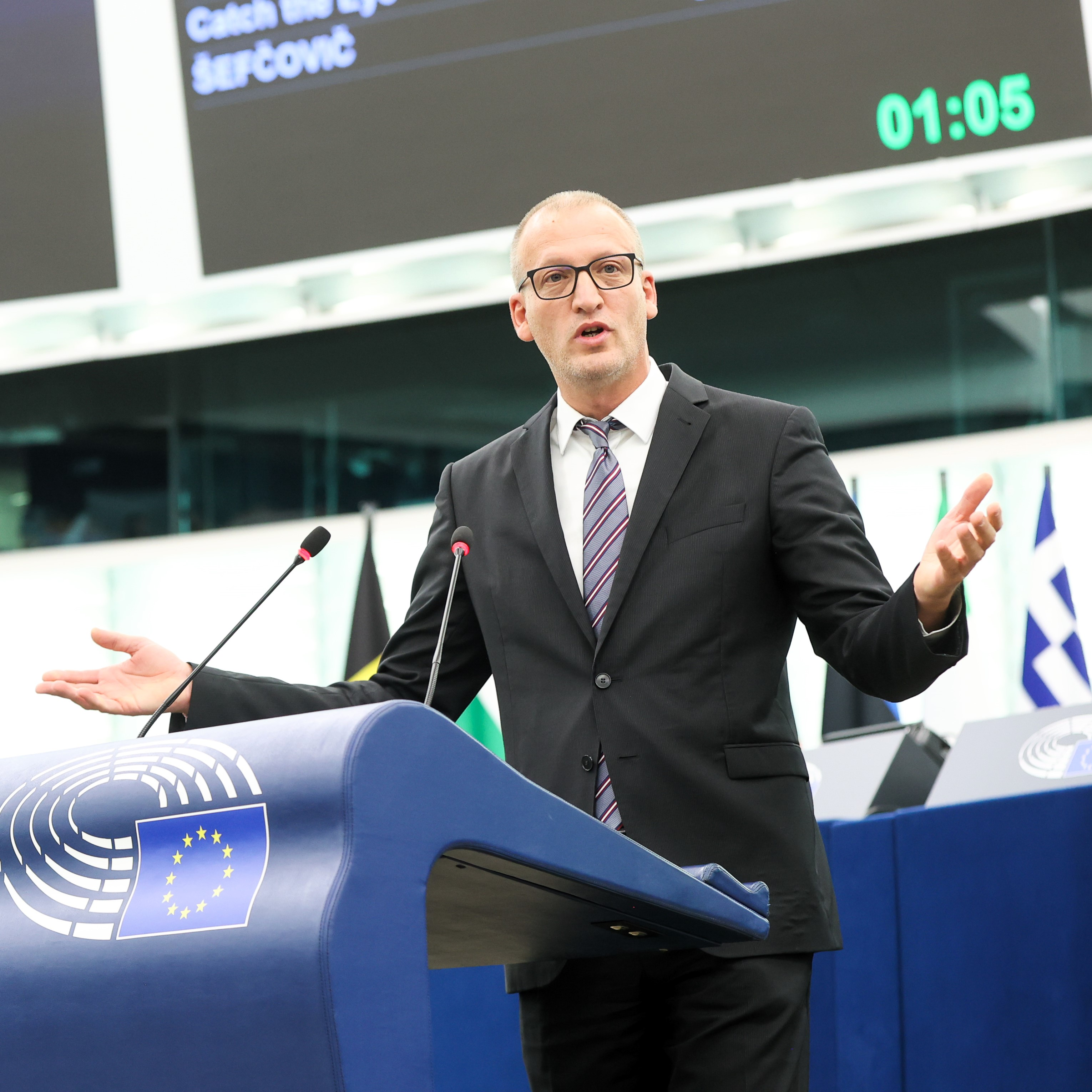
Tarr Zoltán az Európai Parlamentben 2024 októberében

2024. április 6-án Magyar Péter tüntetést szervezett a Kossuth térre, ahol felszólalt Tarr is. Beszédében az állam és az egyház összefonódását kritizálta, és a református egyház nevében bocsánatot kért a bicskei áldozatoktól, amit a kormány nem tett meg. Másnap Tarrt elbocsájtották munkahelyéről. Menczer Tamás, a Fidesz-KDNP kommunikációs igazgatója pár nappal később megerősítette, hogy politikai nyomásra bocsájtották el Tarrt.
Magyar Péter az ügy után felajánlott egy helyet Tarrnak a pártja EP-listáján, így végül a 2024-es európai parlamenti választáson a Tisztelet és Szabadság Párt listájának harmadik helyén szerepelt, így mandátumot nyert az Európai Parlamentbe.
2024. július 22-én a TISZA Párt tisztújító közgyűlése a párt egyik alelnökévé választotta, mint a szervezet európai parlamenti delegációjának vezetőjét (Radnai Márk, a párt operatív vezetője mellett).

## Családja
Nős, feleségével három gyermeket nevel. Felesége, Jékely Berta az Építési és Közlekedési Minisztérium osztályvezetője volt 2024-ig. Húszéves minisztériumi jogviszony után 2024. december 18-án leváltották, és másnap elbocsátották, mert néha lájkolta férje Facebook-bejegyzéseit.